# アッカラ・サーミ語
アッカラ・サーミ語（アッカラ・サーミご、Akkala Sami） はサーミ諸語の一言語である。ロシアのコラ半島で話されていたが、2003年12月29日に消滅した。 しかしアッカラ・サーミ語を知る70歳以上の人が2人いる。